# Non ! Pas possible ?

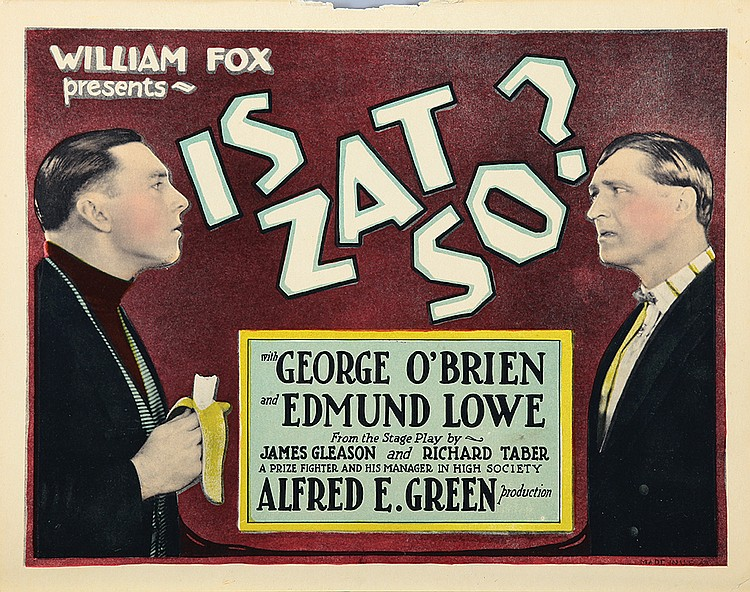
Affiche du film.

Non ! Pas possible ? (titre original : Is Zat So?) est un film américain réalisé par Alfred E. Green et sorti en 1927. C'est une adaptation de la pièce du même titre jouée à Broadway en 1925-1926.

## Fiche technique
- Titre original : Is Zat So?
- Réalisation : Alfred E. Green
- Scénario : d'après la pièce Is Zat So? de James Gleason et Richard Taber[1],[2].
- Producteur : William Fox
- Photographie : George Schneiderman
- Genre : Comédie[3]
- Production : Fox Film Corporation
- Durée : 70 minutes
- Date de sortie : 15 mai 1927

## Distribution
- George O'Brien : Ed 'Chick' Cowan
- Edmund Lowe : Hap Hurley
- Katherine Perry : Marie Mestretti
- Cyril Chadwick : Robert Parker
- Doris Lloyd : Sue Parker
- Diane Ellis : Florence Hanley
- Richard Maitland : Major Fitz Stanley
- Douglas Fairbanks Jr. : G. Clifton Blackburn
- Philippe De Lacy : Little Jimmy Parker
- Jack Herrick : Gas House Duffy